# REVAi
A REVAi egy indiai elektromos városi autó volt, amelyet 2001 és 2012 között gyártottak. Az Egyesült Királyságban G-Wiz néven forgalmazták. 2008-ban a REVAi volt a legnagyobb számban eladott elektromos autó, ugyanakkor pályafutása során összesen kevesebb mint 5000 darabot adtak el belőle világszerte. Az autót a REVA Electric Car Company gyártotta Indiában, Bengaluruban.

## Neve
A „reva” szanszkrit szó, jelentése: új kezdet (angolul New Beginning). 

## Az autó
A REVAi egy háromajtós autó, ami 2,6 méter hosszú, 1,3 méter széles és 1,5 méter magas. Az önsúlya 665 kg, ebből 265 kg az ólom-savas akkumulátorok tömege. Az autó négy személyes, a hátsó ülések lehajthatók a csomagtér növelése érdekében. Az utasok és a csomagok összes tömege 270 kg lehet.
A cég leginkább városi és elővárosi ingázásra javasolja, leginkább a zsúfolt utak miatt. Az autó az Amerikai Egyesült Államokban, sebességkorlátozóval, mint lassújármű közlekedhetett. A többi piacon – így például az Európai Unió országaiban – nem ismerték el személygépkocsinak, L7e (négykerekű motorkerékpár) kategóriás típusbizonyítvánnyal forgalmazták.

## Ár és költségek
Az Egyesült Királyságban az alapmodell 7995 angol fontba került. Megjelenése idején ez volt azon kevés „autók” egyike, amely teljesítette a londoni behajtási adótól való mentességet (környezetkímélő tulajdonsága miatt).
Európai alapára országonként változó volt, 12 . 000 és 14 .000 euró között mozgott.
Az üzemelési költsége kb. 0,01 EUR/km. 9 kWh a 80 km-re.

## Az elektromos hajtás
Az energiát 8 darab, 6 voltos, 200 amperórás, sorba kötött ólom-savas akkumulátor szolgáltatja 48 voltos tápfeszültséget. Az akkumulátorok az első ülések alá vannak elhelyezve.
A régebbi modellben egy 400 amperes áramirányító motor kontroller biztosította a 4,8 kW-os (6,4 lóerős) egyenáramú motor áramellátását. A motor maximálisan 13,1 kW-ot (17,6 lóerőt) tudna kezelni.
A 2008-as modell egy 350 amperes áramirányítót tartalmaz, ami egy 3 fázisú aszinkron motort táplál 13 kW (17 lóerő)maximális teljesítménnyel. A boost kapcsolás 40%-kal nagyobb nyomatékot biztosít, az erőteljesebb gyorsuláshoz, és a hegyi utakon való alkalmazáshoz, továbbá 80 km/h végsebességet biztosít. A hatótávolsága teljes töltöttséggel közel 80 kilométer. A hűtéssel-fűtéssel valamelyest csökkenhet a megtehető táv.
2009 áprilisától nagy teljesítményű lítiumion-akkumulátorral is vásárolható volt. Ez jelentősen rövidebb töltési időt eredményezett, kisebb tömeget, nagyobb sebességet és gyorsulást, nagyobb számú feltöltési ciklust, és a hőmérséklettől való kevesebb befolyást. A REVA L-ion hatótávolsága lítiumion-akkumulátorral 120 kilométer.
2009 végére egy 30.000 autó gyártási kapacitású gyár üzembe helyezését jelentette be a gyár.[forrás?]

## Forgalmazók
REVA disztribútorok világszerte (Országnév szerinti sorrendben):
- Costa Rica
- Franciaország
- India
- Írország: Greenaer
- Japán
- Norvégia
- Spanyolország: Emovement
- Anglia: GoinGreen